# Egidijus Vaitkūnas
Egidijus Vaitkūnas (Vilnius, 8 agosto 1988) è un calciatore lituano, difensore del Tauras.

## Palmarès
- Coppa di Lituania: 5

Žalgiris: 2011-2012, 2012-2013, 2014-2015, 2015-2016, 2016
- Supercoppa di Lituania: 3

Žalgiris: 2013, 2016, 2017
- Campionato lituano: 4

Žalgiris: 2013, 2014, 2015, 2016